# Еліс Колтрейн
Еліс Колтрейн (при народженні — МакЛеод; 27 серпня, 1937 — 12 січня 2007) — також відома під своїм прийнятим санскритським ім'ям Туріясанґітананда, була американською джазовою музиканткою, композиторкою, бенд-лідеркою та сваміні.
Досвідчена піаністка та одна з небагатьох арфісток в історії джазу, Колтрейн записала чимало альбомів як лідер гурту, починаючи з кінця 1960-х — початку 1970-х років для Impulse! та інших лейблів. Вона була одружена з джазовим саксофоністом і композитором Джоном Колтрейном, з яким виступала у 1966—1967 рр. Одна з найвідоміших прибічниць спіричуел-джазу, її еклектична музика мала великий вплив як у джазовому світі, так і за його межами.
Кар'єра Колтрейн сповільнилася з середини 1970-х років, оскільки вона стала більш відданою своїй релігійній освіті. У 1975 році вона заснувала Ведантичний центр, а в 1983 році — ашрам Шанті Анантам у Каліфорнії, де була духовним наставником. 3 липня 1994 року вона перепосвятила та урочисто відкрила цю землю як ашрам Саї Анантам. Протягом 1980-х і 1990-х років записала кілька альбомів індуїстських релігійних пісень, перш ніж повернутися до джазу в 2000-х роках.

## Біографія

### Ранній період життя та кар'єри (1937—1965)
Колтрейн народилася під ім'ям Еліс МакЛеод 27 серпня 1937 року в Детройті, штат Мічиган, і виросла у музичній родині. Її мати, Анна МакЛеод, була учасницею хору у своїй церкві; зведений брат, Ернест Ферроу, став джазовим басистом; а молодша сестра, Мерилін МакЛеод, стала автором пісень на лейблі Motown. За підтримки батька, Еліс МакЛеод продовжила займатися музикою і почала виступати в різних клубах Детройта, аж поки не переїхала до Парижа наприкінці 1950-х років. Вона вивчала класичну музику, а також джаз у Бада Павелла в Парижі, де в 1960 році працювала піаністкою в антрактах джазового клубу Blue Note. Саме там МакЛеод з'явилася на французькому телебаченні у виступі з Лакі Томпсоном, П'єром Мішело та Кенні Кларком. 1960 року вийшла заміж за Кенні «Панчо» Хаґуда і народила від нього доньку. Незабаром шлюб розпався через героїнову залежність Хаґуда, і МакЛеод була змушена повернутися з донькою до Детройта. Продовжила грати джаз як професійна музикантка вже в Детройті — у власному тріо та дуеті з вібрафоністом Террі Поллардом. У 1962-63 роках вона грала з квартетом Террі Гіббса, в цей час вона познайомилася з Джоном Колтрейном. У 1965 році вони одружилися в Хуаресі, Мексика. Джон Колтрейн став вітчимом доньки Еліс, Мішель, і у пари народилося троє дітей: Джон-молодший (1964, басист, який загинув в автокатастрофі 1982 року), Раві (1965, саксофоніст) та Оранян (1967, ді-джей). Пізніше Оранян деякий час грав на саксофоні з Santana.

### Сольна творчість (1967—1978)
Зростаюче захоплення духовністю Еліс і Джона вплинуло на деякі композиції і проекти Джона, такі як A Love Supreme. У січні 1966 року Еліс Колтрейн замінила Маккоя Тайнера на посаді піаністки в групі Джона Колтрейна. Згодом вона записувалася з ним і продовжувала грати з групою до смерті Джона 17 липня 1967 року. Після смерті чоловіка вона продовжувала розвивати музичне і духовне бачення і почала випускати записи як композитор і лідер гурту. Її перший альбом, A Monastic Trio, був записаний у 1967 році. З 1968 по 1977 рік вона випустила тринадцять повноформатних платівок. З роками її музичний напрямок все більше віддалявся від стандартного джазу до більш космічного, духовного світу. Такі альбоми, як Universal Consciousness (1971) та World Galaxy (1972), демонструють перехід від складу з чотирьох учасників до більш оркестрового підходу, з пишними струнними аранжуваннями та каскадними арфами. До 1973 року вона випускала музику на лейблі Impulse! Records, джазовому лейблі, на якому записувався її чоловік. З 1973 по 1978 рік вона випускала записи переважно на лейблі Warner Bros. Records, доки не відійшла з поля зору публіки.

### Роки ашраму (1975—1995)
Після смерті чоловіка, Колтрейн пережила період випробувань. Вона страждала від різкої втрати ваги, безсонних ночей і галюцинацій. Цей тапас (санскритський термін, який вона використовувала для опису своїх страждань) змусив її шукати індуїстського духовного наставництва у гуру Свамі Сатчідананди, а пізніше у Сатья Саі Баби. До 1972 року вона відмовилася від світського життя і переїхала до Каліфорнії, де в 1975 році заснувала Ведантичний центр. Наприкінці 1970-х років вона змінила своє ім'я на Туріясанґітананда, що перекладається як «найвища пісня (санґіта) блаженства (ананда) Трансцендентного Господа (IAST: turīya)». Вона була духовним наставником, або сваміні, Шанті Анантам Ашраму (пізніше перейменованого на Саї Анантам Ашрам у Чумаш-Прадеш), який був заснований Ведантичним центром 1983 року поблизу Малібу, штат Каліфорнія. Еліс проводила в ашрамі офіційні та неофіційні ведичні церемонії. Вона виконувала сольні співи, відомі як бгаджани, і групові співи, або кіртани. Вона розробила оригінальні мелодії на основі традиційних співів і почала експериментувати, включаючи синтезатори та складні пісенні структури. Кульмінацією цього стала її перша духовна касета Turiya Sings у 1982 році. Касета була випущена тільки для членів ашраму через її видавничу компанію, Книжковий інститут «Аватар». З середини 1980-х до середини 1990-х років вона випустила ще три касети: Divine Songs у 1987 році, Infinite Chants  у 1990 році та Glorious Chants у 1995 році. У травні 2017 року нью-йоркський лейбл Luaka Bop випустив компіляцію треків з її ашрамних записів The Ecstatic Music of Alice Coltrane Turiyasangitananda.
Ашрам був зруйнований під час лісової пожежі Вулсі у 2018 році.

### Наступні роки і смерть (1995—2007)
У 1990-х роках інтерес до її творчості відновився, що призвело до випуску збірки Astral Meditations, а в 2004 році вона випустила альбом-повернення Translinear Light. Після 25-річної перерви у великих публічних виступах, вона повернулася на сцену для трьох виступів у США восени 2006 року, включаючи концерт у концертному залі Ann Arbor's Hill Auditorium, організований Університетським музичним товариством Мічиганського університету 23 вересня, коли виповнилося б 80 років з дня народження Джона Колтрейна, і завершився 4 листопада концертом на Джазовому фестивалі у Сан-Франциско разом зі своїм сином Раві, барабанщиком Роєм Гейнсом та басистом Чарлі Гейденом.
Еліс Колтрейн померла від дихальної недостатності в лікарні медичного центру West Hills у передмісті Лос-Анджелеса у 2007 році у віці 69 років. Вона похована разом з Джоном Колтрейном у Меморіальному парку Пайнлоун, Фармінгдейл, округ Саффолк, штат Нью-Йорк.

## Вплив
Пол Веллер присвятив Колтрейн пісню «Song for Alice (Dedicated to the Beautiful Legacy of Mrs. Coltrane)» зі свого альбому 22 Dreams 2008 року; трек під назвою «Alice» на альбомі гурту Sunn O))) 2009 року Monoliths & Dimensions був аналогічно натхненний Еліс. Електронний музикант Стів «Flying Lotus» Еллісон є внучатим племінником Еліс Колтрейн. На своєму альбомі Cosmogramma 2010 року він віддав данину поваги Колтрейн у вигляді пісні під назвою «Drips//Auntie's Harp», в якій він використав семпли її арфи з треку «Blue Nile», що увійшов до альбому Ptah, the El Daoud (1970). Пісня «That Alice» на альбомі Лаури Вейрс Warp and Weft присвячена Колтрейн. Гурт Orange Cake Mix включив пісню під назвою «Alice Coltrane» до свого альбому Silver Lining Underwater 1997 року. Книга поетеси Джованні Сінглтон «Вознесіння» містить 49 віршів, які вона писала щодня після смерті Еліс Колтрейн.
Концептуальна художня виставка Колін Сміт Give It or Leave It включала два фільми, «Pilgrim» (2017) та «Sojourner» (2018), що досліджують музику та ашрам Еліс.
Пісня Еліс Колтрейн «Something about John Coltrane» стала натхненням і першою частиною сольної балетної вистави Елвіна Ейлі «Cry» у 1971 році.

## Дискографія

### Як лідер
Студійні та живі альбоми
- A Monastic Trio, 1968
- Huntington Ashram Monastery, 1969
- Ptah, the El Daoud, 1970
- Journey in Satchidananda, 1971
- Universal Consciousness, 1971
- World Galaxy, 1972
- Lord of Lords, 1973
- Illuminations (разом з Карлосом Сантаною), 1974
- Eternity, 1976
- Radha-Krsna Nama Sankirtana, 1977
- Transcendence, 1977
- Transfiguration, 1978
- Turiya Sings, 1982
- Divine Songs, 1987
- Infinite Chants, 1990
- Glorious Chants, 1995
- Translinear Light, 2004
- Carnegie Hall '71, 2018
- Live at the Berkeley Community Theater 1972, 2019
- Kirtan: Turiya Sings, 2021
- The Carnegie Hall Concert, 2024

Збірки
- Reflection on Creation and Space (a Five Year View), 1973
- Priceless Jazz Collection, 1998
- Astral Meditations, 1999
- The Impulse Story, 2006
- Universal Consciousness / Lord of Lords, 2011
- Huntington Ashram Monastery/World Galaxy, 2011
- World Spiritual Classics: Volume I: The Ecstatic Music of Alice Coltrane Turiyasangitananda, 2017
- Spiritual Eternal: The Complete Warner Bros. Studio Recordings, 2018)

### Як співлідер
- Cosmic Music (разом з Джоном Колтрейном), 1968

### Як сайдвумен
З Джоном Колтрейном
- Live at the Village Vanguard Again!, 1966
- Expression, 1967
- Infinity, 1972
- Live in Japan, 1973
- Stellar Regions, 1995
- The Olatunji Concert: The Last Live Recording, 2001
- Offering: Live at Temple University, 2014

З Террі Гіббсом
- Terry Gibbs Plays Jewish Melodies in Jazztime, 1963
- Hootenanny My Way, 1963
- El Nutto, 1964

З Роландом Кірком
- Left & Right, 1968

З Маккоєм Тайнером
- Extensions, 1970

З Джо Гендерсоном
- The Elements, 1973

З Чарлі Гейденом
- Closeness, 1976

З різними виконавцями
- Stolen Moments: Red Hot + Cool, 1994